# Michael F. Holick

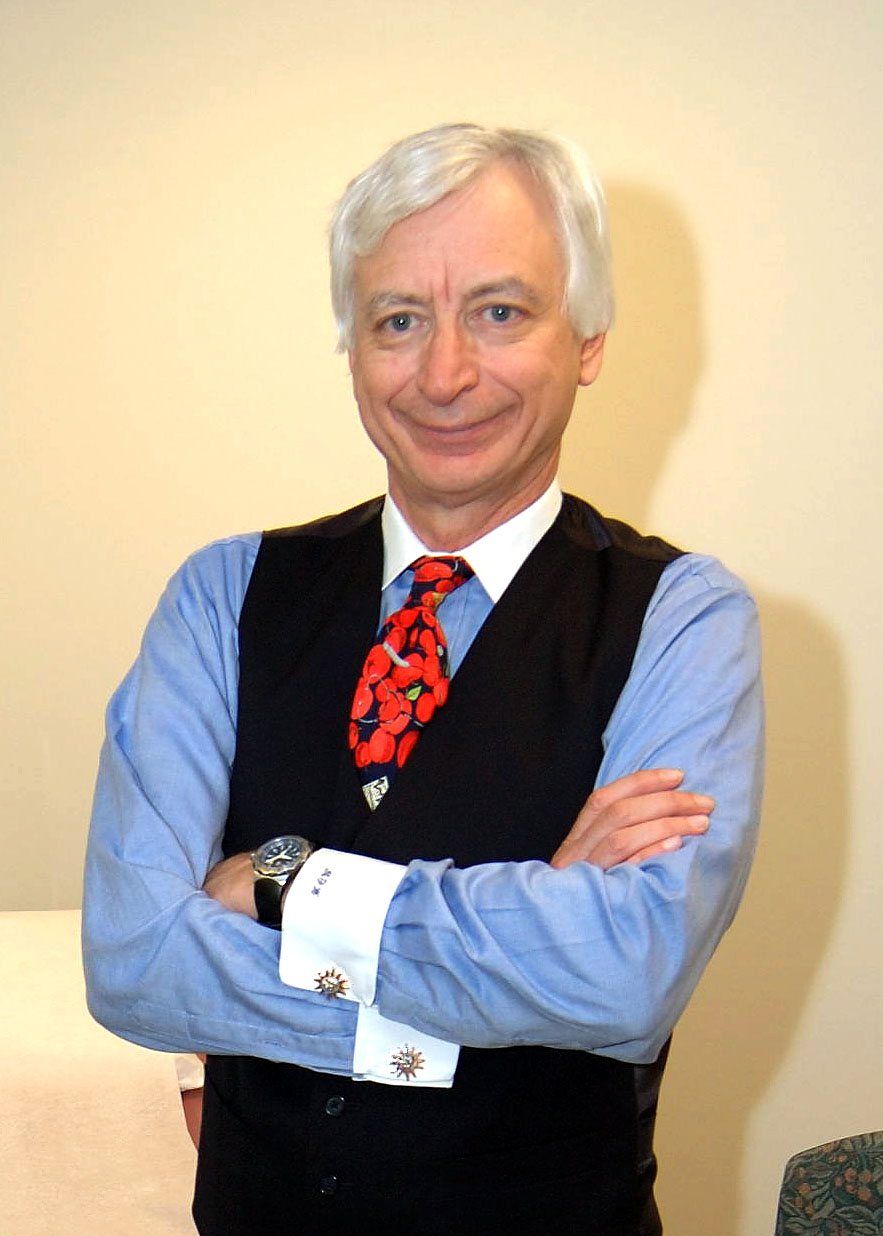
Michael F. Holick

Michael F. Holick (* 1946) ist ein US-amerikanischer Arzt und Biochemiker. Sein Forschungsschwerpunkt liegt in der Vitamin-D-Forschung. Holick identifizierte sowohl Calcidiol, die zirkulierende Hauptform von Vitamin D, als auch Calcitriol, die aktive Form von Vitamin D. Sein wissenschaftliches Schaffen war die Grundlage für neue Diagnostika und Therapeutika für Vitamin-D-assoziierte Erkrankungen.

## Berufliche Tätigkeiten
Nach seinem Ph.D.-Abschluss in Biochemie und dem medizinischen Abschluss führte er ein Research Postdoctoral Fellowship an der University of Wisconsin, Madison, durch. Seine Facharztausbildung (Residency) in Innerer Medizin absolvierte Holick am Massachusetts General Hospital (Universitätsklinikum der Harvard Medical School) in Boston.
Er ist Endokrinologe und Professor für Medizin, Physiologie und Biophysik sowie Direktor der Bone Health Care Clinic und des Heliotherapy, Light, and Skin Research Center am Boston University Medical Center. Dort bietet er extensive Evaluations- und Behandlungsprogramme für Kinder und Erwachsene mit verschiedenen metabolischen Knochenerkrankungen inklusive Osteoporose, Osteomalazie, Stressfrakturen in jungen Athleten und atraumatische Frakturen bei Kindern und für Patienten mit Hypermobilitätssyndromen, Osteogenesis imperfeci und Ehlers-Danlos-Syndrom, an. Darüber hinaus war er mehrere Jahre lang Direktor der General Clinical Research Unit an der Boston University.
Michael F. Holick nimmt verschiedene Führungspositionen wahr, u. a. im NASA/Chair Standing Review Panel-Human Research Program, Chair NIDDK Special Emphasis Panel Review Meeting, Chair Endocrine Practice Guidelines Committee for Vitamin D, und ist Editor-In-Chief des Journal of Clinical Laboratory.

## Wissenschaftliche Leistungen und Forschungsergebnisse
Holick machte wichtige Entdeckungen im Bereich Vitamin D, die zu neuen Therapien für Erkrankungen des Knochenstoffwechsels, bei Hypocalcämie und Psoriasis führten.
Er schrieb in mehr 400 Veröffentlichungen über die Biochemie, Physiologie, Metabolismus und Photobiologie des Vitamin D und die Pathophysiologie des Vitamin D Mangels.
Er diskutierte, dass der Vitamin-D-Mangel nicht nur bei der Entstehung der metabolischen Knochenkrankheit und der Osteoporose bei Erwachsenen eine Rolle spielt, sondern auch das Risiko von Kindern und Erwachsenen für häufige Tumoren, Autoimmunerkrankungen, darunter Diabetes mellitus Typ 1 und Multiple Sklerose, sowie Herzerkrankungen erhöht.
Als Graduate Student identifizierte er die zirkulierende Hauptform von Vitamin D, 25-Hydroxycholecalciferol (Calcidiol), welches gemessen wird, um den Vitamin-D-Status eines Patienten zu bestimmen, und identifizierte die aktive Form von Vitamin D, 1α,25-Dihydroxycholecalciferol (Calcitriol), ebenso wie andere Metabolite, darunter 24,25-dihydroxyvitamin D3, 1,24,25-trihydroxyvitamin D3 und 25,26-dihydroxyvitamin D3.
Als Fellow partizipierte er an der ersten chemischen Synthese von Calcitriol und 1α-hydroxyvitamin D3, welches erstmals in der Behandlung der renalen Osteodystrophie, des Hypoparathyreoidismus, der Vitamin-D-abhängigen Rachitis Typ I und der Osteoporose verwendet wurde. Außerdem klärte er die Pathophysiologie der Hereditären Vitamin-D-abhängigen Rachitis auf, der ein gestörter Vitamin-D-Metabolismus zugrunde liegt., sowie die pathophysiologischen Mechanismen von X-linked Hypophosphatmetischen Rickets.
Michael F. Holick half bei der Entwicklung der ersten klinischen Assays für Calcidiol und Calcitriol mit und zeigte, wie Vitamin D3 in der Haut durch Sonnenexposition synthetisiert wird und ermittelte, wie die Jahreszeit, Tageszeit, Hautpigmentierung, Benutzung von Sonnencreme und der Breitengrad diesen lebensnotwendigen Hautprozess beeinflussen.
Er stellte fest, dass die Haut nicht nur das einzige Organ ist, das Vitamin D produziert, sondern auch ein Zielgewebe für die aktive Form von Vitamin D, Calcitriol, ist. Er bestimmte die extrem inhibitorischen Effekte von Calcitriol auf die Proliferation von Keratinozyten und die förderlichen Effekte auf die Differenzierung und setzte diese Beobachtungen um, indem er zeigte, dass die topische Applikation von Calcitriol und mehrerer seiner Analoga effektiv in der Behandlung der Psoriasis waren.
Er zeigte, dass Makrophagen und Prostatazellen die enzymatische Ausstattung haben, um Calcitriol produzieren zu können und befand, dass die extrarenale Produktion von Calcitriol eine entscheidende Rolle nicht nur in der Krebsprävention, sondern auch bei der Regulation des Immunsystems spielen dürfte.
Er entwickelte einen Vitamin-D-Absorptionstest und demonstrierte, dass Vitamin D in Orangensaft bioverfügbar ist, was in den USA zum umstrittenen Zusatz in Orangensaft führte. Er nutzte diesen Test außerdem, um zu zeigen, dass der Hauptgrund für Vitamin-D-Mangel bei Adipositas in der Einlagerung von Vitamin D im Fettgewebe liegt.
Er half bei Vitamin D Aufdosierung Studien mit, um zu ergründen, wie viel Vitamin D nötig ist, um den Blutspiegel von Calcidiol bei Erwachsenen in einem wirksamen Bereich zu halten; bei bis zu 10.000 IU Vitamin D pro Tag über 5 Monate wurde keine Giftigkeit festgestellt.

## Rezeption
In Zeitschriften und Fachzeitschriften wurden seine Arbeiten rezipiert und beschrieben.

## Auszeichnungen
Holick wurde für seine Leistungen auf dem Gebiet der Vitamin-D-Forschung mit zahlreichen Preisen ausgezeichnet, unter anderem mit dem Merit Award des National Institute of Health, dem First ASBMR Fuller Albright Award, dem Mead Johnson Award, dem Osborne and Mendel Award, dem McCollum Award, dem Robert H. Herman Award der American Society for Clinical Nutrition, dem ACN Award des American College of Nutrition, dem NIH’s General Clinical Research Center’s Program Award for Excellence in Clinical Research, dem Psoriasis Research Achievement Award der American Skin Association, dem DSM Innovation in Nutrition Award, the Van Slyke Award from American Association for Clinical Chemistry, dem Linus Pauling Prize In Human Nutrition dem Delbert A Fisher Research Scholar Award from the Endocrine Society und dem American College of Nutrition’s Communication Media Award.

## Veröffentlichungen
Holick ist Autor von mehr als 400 wissenschaftlichen Publikationen über die Biochemie, Physiologie, den Metabolismus und die Photobiologie von Vitamin D und die Pathophysiologie des Vitamin-D-Mangels, unter anderem
- Vitamin D deficiency. In: The New England journal of medicine. Band 357, Nummer 3, Juli 2007, S. 266–281, doi:10.1056/NEJMra070553. PMID 17634462.
- Fortification of orange juice with vitamin D: a novel approach for enhancing vitamin D nutritional health. In: The American journal of clinical nutrition. Band 77, Nummer 6, Juni 2003, S. 1478–1483, PMID 12791627.
- Efficacy and safety of topical calcitriol (1,25-dihydroxyvitamin d3) for the treatment of psoriasis. In: British Journal of Dermatology. Band 134, Nummer 2, Februar 1996, S. 238–246, PMID 8746336.
- Age, vitamin D, and solar ultraviolet. In: The Lancet. Band 2, Nummer 8671, November 1989, S. 1104–1105, PMID 2572832.
- Photosynthesis of previtamin D3 in human skin and the physiologic consequences. In: Science. Band 210, Nummer 4466, Oktober 1980, S. 203–205, PMID 6251551.
- Isolation and identification of 25-hydroxycholecalciferol from human plasma. In: Archives of Internal Medicine. Band 129, Nummer 1, Januar 1972, S. 56–61, PMID 4332591.
- Isolation and identification of 1,25-dihydroxycholecalciferol. A metabolite of vitamin D active in intestine. In: Biochemistry. Band 10, Nummer 14, Juli 1971, S. 2799–2804. PMID 4326883.

Holick schrieb auch mehrere Bücher über dieses Thema, in denen er die Wichtigkeit von Vitamin D und dessen zahlreiche gesundheitsförderliche Effekte hervorhob und einer breiten Öffentlichkeit bekannt machte sowie den Nutzen von moderater und die Risiken exzessiver Sonnenexposition diskutierte.

### Bücher (Auswahl)
- UV Advantage. IBOOKS, 2. Auflage, 2005, ISBN 978-1-59687-900-3.
- Nutrition and Bone Health (Nutrition and Health). Humana Press, 2010, ISBN 978-1-61737-451-7, Reprint der Ausgabe von 2004.
- Vitamin D: Physiology, Molecular Biology, and Clinical Applications. Humana Press, 2. Auflage, 2010, ISBN 978-1-60327-300-8.
- The Vitamin D Solution: A 3-Step Strategy to Cure Our Most Common Health Problems. Plume, 2011, ISBN 978-0-452-29688-6.